# Chef du Los Angeles Police Department
Le Chef du service de police de Los Angeles (titre officiel en anglais : Chief of the Los Angeles Police Department, COP) dirige le Los Angeles Police Department, aux États-Unis. Le COP est le plus haut gradé du service de police. Il est nommé par le maire et doit être approuvé par la commission de la police et le conseil municipal. Il peut exercer un maximum de deux mandats de cinq ans.

## Liste des chefs de police
| Portrait | Chef                     | Début de mandat   | Fin de mandant    | Notes            |
| -------- | ------------------------ | ----------------- | ----------------- | ---------------- |
|          | Jacob F. Gerkens         | 18 décembre 1876  | 26 décembre 1877  | [ 3 ]            |
|          | Emil Harris              | 27 décembre 1877  | 5 décembre 1878   | [ 4 ]            |
|          | Henry King (en)          | 5 décembre 1878   | 11 décembre 1880  | [ 5 ]            |
|          | George E. Gard           | 12 décembre 1880  | 10 décembre 1881  | [ 6 ]            |
|          | Henry King (en)          | 11 décembre 1881  | 30 juin 1883      | [ 7 ]            |
|          | Thomas J. Cuddy (en)     | 1er juillet 1883  | 1er janvier 1885  | [ 8 ]            |
|          | Edward McCarthy (en)     | 2 janvier 1885    | 12 mai 1885       | [ 9 ]            |
|          | John Horner (en)         | 13 mai 1885       | 22 décembre 1885  | [ 10 ]           |
|          | James W. Davis           | 22 décembre 1885  | 8 décembre 1886   | [ 11 ]           |
|          | John K. Skinner          | 13 décembre 1886  | 29 août 1887      | [ 12 ]           |
|          | P.M. Darcy               | 5 septembre 1887  | 22 janvier 1888   | [ 13 ]           |
|          | Thomas J. Cuddy (en)     | 23 janvier 1888   | 4 septembre 1888  | [ 8 ]            |
|          | L.G. Loomis              | 5 septembre 1888  | 30 septembre 1888 | [ 14 ]           |
|          | Hubert H. Benedict       | 1er octobre 1888  | 1er janvier 1889  | [ 15 ]           |
|          | Terrence Cooney          | 1er janvier 1889  | 1er avril 1889    | [ 16 ]           |
|          | James E. Burns           | 1er avril 1889    | 17 juillet 1889   | [ 17 ]           |
|          | John M. Glass            | 17 juillet 1889   | 1er janvier 1900  | [ 18 ]           |
|          | Charles Elton            | 1er janvier 1900  | 5 avril 1904      | [ 19 ]           |
|          | William A. Hammell       | 6 avril 1904      | 31 octobre 1905   | [ 20 ]           |
|          | Walter H. Auble          | 1er novembre 1905 | 20 novembre 1906  | [ 21 ]           |
|          | Edward Kern              | 20 novembre 1906  | 5 janvier 1909    | [ 22 ]           |
|          | Thomas Broadhead         | 5 janvier 1909    | 12 avril 1909     | [ 23 ]           |
|          | Edward F. Dishman        | 13 avril 1909     | 15 janvier 1910   | [ 24 ]           |
|          | Alexander Galloway       | 14 février 1910   | 27 décembre 1910  | [ 25 ]           |
|          | Charles E. Sebastian     | 3 janvier 1911    | 16 juillet 1915   | [ 26 ]           |
|          | Clarence E. Snively      | 17 juillet 1915   | 15 octobre 1916   | [ 27 ]           |
|          | John L. Butler           | 16 octobre 1916   | 16 juillet 1919   | [ 28 ]           |
|          | George K. Home           | 17 juillet 1919   | 30 septembre 1920 | [ 29 ]           |
|          | Alexander W. Murray      | 1er octobre 1920  | 31 octobre 1920   | [ 30 ]           |
|          | Lyle Pendegast           | 1er novembre 1920 | 4 juillet 1921    | [ 31 ]           |
|          | Charles A. Jones         | 5 juillet 1921    | 3 janvier 1922    | [ 32 ]           |
|          | James W. Everington (en) | 4 janvier 1922    | 21 avril 1922     | [ 33 ]           |
|          | Louis D. Oaks (en)       | 22 avril 1922     | 1er août 1923     | [ 34 ]           |
|          | August Vollmer           | 1er août 1923     | 1er août 1924     | [ 35 ]           |
|          | R. Lee Heath (en)        | 1er août 1924     | 31 mars 1926      | [ 36 ]           |
|          | James E. Davis           | 1er avril 1926    | 29 décembre 1929  | [ 37 ]           |
|          | Roy E. Steckel           | 30 décembre 1929  | 9 août 1933       | [ 38 ]           |
|          | James E. Davis           | 10 août 1933      | 18 novembre 1938  | [ 39 ]           |
|          | David A. Davidson (en)   | 19 novembre 1938  | 23 juin 1939      | [ 40 ]           |
|          | Arthur C. Hohmann (en)   | 24 juin 1939      | 5 juin 1941       | [ 41 ]           |
|          | Clemence B. Horrall      | 16 juin 1941      | 28 juin 1949      | [ 42 ]           |
|          | William A. Worton (en)   | 30 juin 1949      | 9 août 1950       | [ 43 ]           |
|          | William H. Parker        | 9 août 1950       | 16 juillet 1966   | ,                |
|          | Thad F. Brown (en)       | 18 juillet 1966   | 17 février 1967   | [ 46 ]           |
|          | Thomas Reddin (en)       | 18 février 1967   | 5 mai 1969        | [ 47 ]           |
|          | Roger E. Murdock (en)    | 6 mai 1969        | 28 août 1969      | Chef intérimaire |
|          | Edward M. Davis          | 29 août 1969      | 16 janvier 1978   | ,                |
|          | Robert F. Rock (en)      | 16 janvier 1978   | 28 mars 1978      | Chef intérimaire |
|          | Daryl Gates              | 28 mars 1978      | 27 juin 1992      | ,                |
|          | Willie L. Williams (en)  | 30 juin 1992      | 17 mai 1997       | ,                |
|          | Bayan Lewis (en)         | 18 mai 1997       | 12 août 1997      | [ 57 ]           |
|          | Bernard Parks            | 12 août 1997      | 4 mai 2002        | ,                |
|          | Martin H. Pomeroy        | 7 mai 2002        | 26 octobre 2002   | Chef intérimaire |
|          | William Bratton          | 27 octobre 2002   | 31 octobre 2009   | ,                |
|          | Michael P. Downing (en)  | 1er novembre 2009 | 17 novembre 2009  | Chef intérimaire |
|          | Charlie Beck             | 17 novembre 2009  | 27 juin 2018      | ,                |
|          | Michel Moore             | 27 juin 2018      | 29 février 2024   | [ 66 ]           |
|          | Dominic Choi (en)        | 1er mars 2024     | 8 novembre 2024   | Chef intérimaire |
|          | Jim McDonnell            | 8 novembre 2024   | En fonction       | [ 68 ]           |

## Source de la traduction
- (en) Cet article est partiellement ou en totalité issu de l’article de Wikipédia en anglais intitulé « Chief of the Los Angeles Police Department » (voir la liste des auteurs).